# رپورتاژ آگهی
رپورتاژ آگهی (به انگلیسی: Advertorial) (به فرانسوی: Publireportage) یعنی، مخاطبان رسانه‌ای تصور کنند که یک گزارش بی‌طرف به آن‌ها ارائه می‌شود، در حالی که آنچه آن‌ها می‌بینند، می‌شنوند و می‌خوانند، در واقع یک آگهی و تلاشی سازمان یافته برای تقویت جنبه‌های ذهنی یک محصول یا خدمت در ذهن آن‌ها است. اصطلاح رپورتاژ آگهی برای اولین بار در سال ۱۹۴۵ به ادبیات انتقادی رسانه‌ها اضافه شد. به دلیل اعتماد مخاطبان به رسانه‌ها، رپورتاژ آگهی‌ها بسیار مؤثر است و به همین دلیل در کشورهای پیشرفته قوانین بسیار سختی علیه رپورتاژ آگهی‌ها تصویب شده و می‌شود. دیوان بین‌المللی تجارت، در قانون آگهی‌های خود که در سال ۱۹۹۷ به تصویب رسانده، خواهان مشخص کردن تبلیغات می‌شود تا مخاطبان قادر به تشخیص آن شوند.

## کاربردهای رپورتاژ آگهی
امروزه نیز بعد دیگری از رپورتاژ را در فضای اینترنت مشاهده می‌کنیم؛ به گونه‌ای که یک مقاله در قالب یک پست عادی به یک سایت اضافه می‌شود که در حالت عادی یک مطلب معمولی یا خبری است. اما در اصل یک متن کاملاً تبلیغاتی است که کاملاً سازمان یافته و با اهداف تبلیغ یک محصول یا یک سایت است که شامل چندین لینک به سمت وب‌سایت تبلیغ‌کننده است. هم‌اکنون سایت‌ها و شرکت‌هایی هستند که در قبال ثبت رپورتاژ آگهی مبالغی نیز از شرکت تبلیغ‌کننده دریافت می‌کنند. در SEO (بهینه‌سازی موتور جستجو) رپورتاژ آگهی برای دریافت لینک‌های خارجی مورد استفاده قرار می‌گیرد که با ایجاد بک لینک و دریافت ترافیک در نهایت باعث افزایش رتبه سایت‌ها در موتورهای جستجو می‌شود. همچنین رپورتاژ یکی از بهترین روش‌های بازاریابی در اینترنت می‌باشد که به وسیله آن قادر خواهید بود تا اخبار خود را در برترین رسانه‌ها منتشر نمایید.

## انواع رپورتاژ آگهی
۱- رپورتاژ تصویری
حتماً شما هم این جمله معروف را شنیده‌اید که یک تصویر بیشتر از هزاران کلمه سخن می‌گوید. رپورتاژ آگهی تصویری نیز براساس همین فلسفه معروف ساخته شده‌است. در این نوع رپورتاژ انواع المان‌های گرافیکی و بصری جذاب در کنار محتواهای ارزشمند به تبلیغ برند یا محصولات یک شرکت پرداخته و سبب جلب توجه کاربران می‌شوند.
۲- رپورتاژ نوشتاری
این نوع رپورتاژ ریشه در روزنامه‌ها و مجلات دارد و در این رسانه‌ها از قدیم تاکنون استفاده فراوانی داشته‌است. به عنوان مثال در یک گزارش یا مقاله در روزنامه‌ها و مجلات به معرفی محصول مرتبط نیز پرداخته می‌شده‌است.
۳- رپورتاژ ویدیویی
استفاده از این نوع رپورتاژ در رسانه‌های بصری همانند تلویزیون و پلتفرم‌های ویدیویی آنلاین بسیار رایج است. در این نوع رپورتاژ تیزر یا ویدیویی کوتاه از محصولات یا خدمات یک برند تهیه شده و در معرض دید مخاطبان قرار می‌گیرد